# Wełyka Wyska
Wełyka Wyska (ukr. Велика Виска) – wieś na Ukrainie, w obwodzie kirowohradzkim, w rejonie nowoukraińskim, siedziba hromady. W 2019 liczyła 2100 mieszkańców.